# Anno (årsbok)
För andra betydelser, se År.

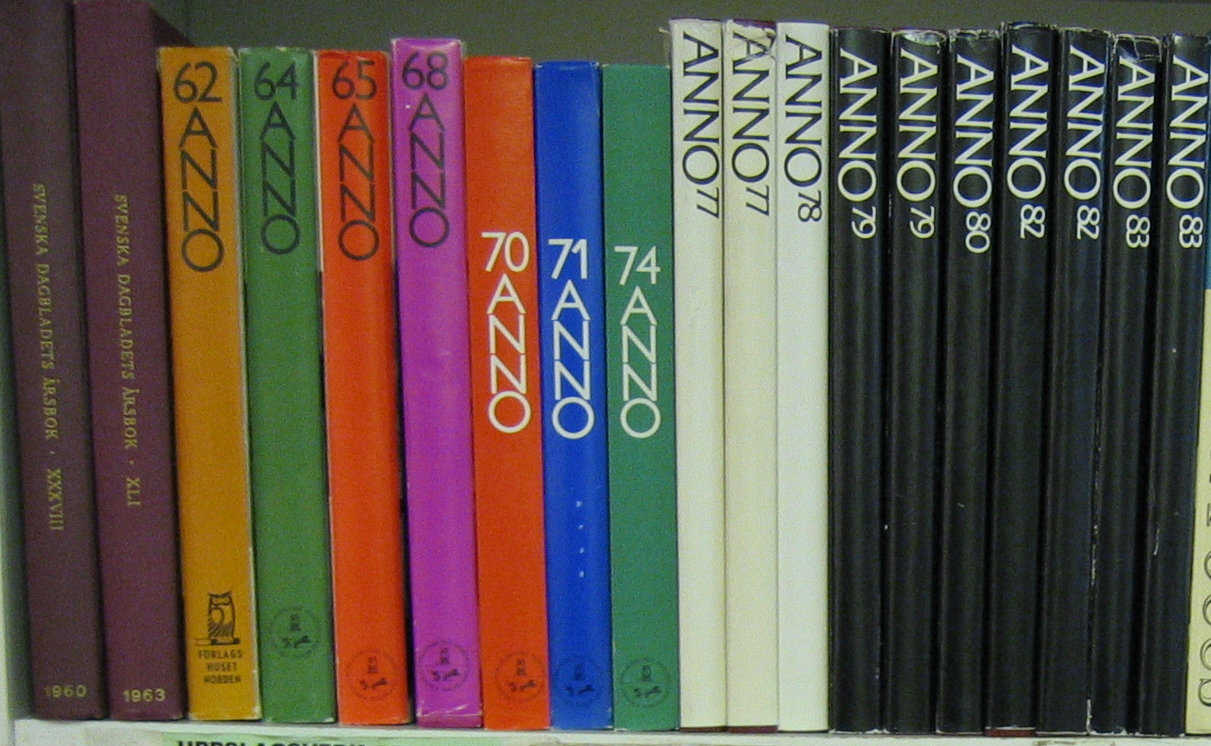
Några årgångar av Svenska Dagbladets årsbok och Anno i hyllan hos en andrahandsbutik.

Anno och Svenska Dagbladets årsbok var titeln på en svensk allmän årsbok (ISSN 0570-2011) som utgavs med årgångarna 1923–1999. Varje årgång sammanfattade det gångna årets händelser inrikes och utrikes samt dödsfall dag för dag tillsammans med översikter av kultur och sport, statistik och artiklar om olika aktuella teman. Till skillnad från andra svenska årsböcker, omfattade varje årgång av Anno hela året från 1 januari till 31 december, och utgavs alltså i början av nästföljande år. Årgången i titeln är det gångna årets. (När Var Hur utkom i november, lagom till julhandeln, och omfattade året från föregående oktober till september, med det kommande årets tal i titeln.)
Svenska Dagbladets årsbok utkom första gången 1924 (sammanfattande händelserna 1923). Som en förebild angavs brittiska Daily Mail Year Book, som började utkomma 1901. Förlagshuset Norden i Malmö (som utgav Nordisk familjebok och använde ugglan som logotyp) började 1959 utge årsboken Anno. De båda slogs samman från 1964. I mitten av 1970-talet blev årsbokens format något högre och smalare än tidigare, från cirka 400 till 300 sidor. Förlaget ändrade 1984 namn till Corona AB.